# Међународни рачуноводствени стандард 23
МРС 23 - Трошкови позајмљивања
Овај стандард прописује рачуноводствени поступак за трошкове позајмљивања. Он захтева да се трошкови позајмљивања по правилу исказују као расход. Међутим стандард као допуштени алтернативни поступак дозвољава капитализацију оних трошкова позајмљивања који могу да се непосредно припишу стицању, изградњи или изради средстава која се оспособљавају за употребу.
Трошкови позајмљивања се признају као расход периода када су настали, а они који се могу капиталисати – приписати стицању, изградњи или изради средства које се оспособљава за употребу, укључују се у набавну вредност или цену коштања тог средства .
Пример трошка позајмљивања су камате на зајмове, финансијски трошак по основу финансијског лизинга, курсне разлике за зајмове у страној валути .
Код средстава која се оспособљавају за употребу као што су залихе у процесу производње производа за продају, производна и енергетска постројења и инвестиционе некретнине капитализација трошкова позајмљивања престаје када се средство стави у употребу или је спремно као производ за продају .